# Sự suy tàn và sụp đổ của Đế chế La Mã
The History of the Decline and Fall of the Roman Empire (tạm dịch Lịch sử suy tàn và sụp đổ của Đế quốc La Mã) là một bộ sách về lịch sử Đế quốc La Mã gồm sáu quyển do sử gia Anh Edward Gibbon viết. Quyển 1 được xuất bản năm 1776 và được in sáu lần. Các quyền 2 và 3 được xuất bản năm 1781, còn các quyển 4–6 từ 1788 đến 1789. Những lần xuất bản đầu tiên, nó được in trên giấy khổ bốn theo lệ thường thời đó.
Bộ sách này bao hàm giai đoạn lịch sử Đế quốc La Mã sau triều đại Marcus Aurelius, từ 180 đến 453, kết thúc năm 590. Nội dung giải thích những thái độ và quyết định làm cho Đế quốc La Mã suy tàn và từ từ sụp đổ cả phương đông và phương tây, cũng như giải thích tại sao đế quốc này sụp đổ.
Lịch sử là một thành tựu văn chương của thế kỷ 18. Vì Gibbon sử dụng tư liệu gốc nên tác phẩm và phương pháp của ông là mô hình của các sử gia vào những thế kỷ 19 và 20. Do vậy, Gibbon đôi khi được gọi là "sử gia hiện đại đầu tiên của La Mã cổ đại". Bộ sách này nổi tiếng với lối nói bi quan mỉa mai – thường gặp trong tác phẩm lịch sử thời đó – sự nghiên cứu kỹ càng, và sự bôi nhọ tôn giáo có tổ chức. Đây là cuốn sách đã gây ra một số tranh cãi giữa các sử gia.
Tuy Gibbon cũng viết những quyển sách khác, nhưng ông hiến đời mình cho tác phẩm này (1772–1789). Ông tiếp tục sửa đổi những quyển ngay cả sau lúc xuất bản. Bản tự truyện của ông, Memoirs of My Life and Writings (Truyện ký về cuộc đời và các tác phẩm của tôi) phần lớn kể chuyện bộ sách gần như trở thành cuộc đời của ông. Ông so sánh việc xuất bản mỗi quyển tiếp với việc đẻ con.